# Audishu V Khayyat
Giwargis Khayyat (o Hayyat) (Mosul, 15 ottobre 1827 – Baghdad, 6 novembre 1899) è stato un patriarca cattolico iracheno, eparca di Amadiya e di Diyarbakır e patriarca della Chiesa caldea col nome di Audishu V (o Ebed-Jesu V o Abdisho V).

## Biografia
Nativo di Mosul nel nord dell'Iraq, alunno del collegio di Propaganda Fide a Roma, fu ordinato sacerdote nel 1855 e consacrato vescovo di Amadiya il 28 ottobre 1860; successivamente fu nominato sulla sede arcieparchiale di Amida in Turchia il 28 marzo 1879. Alla morte di Eliya XIV Abulyonan fu scelto dal sinodo della Chiesa caldea come nuovo patriarca (28 ottobre 1894) e venne confermato da papa Leone XIII il 28 marzo del 1895. È morto a Baghdad il 6 novembre 1899.
Uomo di cultura, contribuì alla pubblicazione della versione siriaca (Peshitta) della Bibbia. Pubblicò inoltre un libro sul primato papale dal titolo Romanorum Pontificum Primatus.

## Genealogia episcopale e successione apostolica
La genealogia episcopale è:
- Patriarca Yukhannan VIII Hormizd
- Vescovo Isaie Jesu-Yab-Jean Guriel
- Arcivescovo Augustin Hindi
- Patriarca Yosep VI Audo
- Patriarca Audishu V Khayyat

La successione apostolica è:
- Arcivescovo Souleyman Moussa Sabbagh (1897)